# Обліковий регістр
Обліковий реєстр — облікова таблиця (бланк) встановленої форми і змісту для відображення господарських операцій на рахунках бухгалтерського обліку, письмовий документ, який містить накопичені та згруповані за певними однорідними ознаками дані первинних документів. На основі облікових реєстрів складається бухгалтерська звітність. Облікові реєстри є носіями впорядкованої вторинної інформації, джерелом якої були бухгалтерські документи.
Оскільки в обліку відображається наявність та рух усіх засобів підприємства, джерел їх утворення та здійснюваних господарських процесів, для кожного об'єкта обліку необхідна інформація, яка б найбільш повно його характеризувала, відображаючи його специфічні особливості. Саме цим пояснюється необхідність застосування різних облікових реєстрів. Використання тих чи тих реєстрів зумовлюється також технікою і технологією ведення бухгалтерського обліку, рівнем використання обчислювальної техніки.
У бухгалтерському обліку використовують такі облікові реєстри: книги, журнали, відомості, картки, машинограми, окремі листки тощо.